# Gare d'Ōmekaidō
La gare d'Ōmekaidō (青梅街道駅,, Ōmekaidō-eki) est une gare ferroviaire située à Kodaira, à Tokyo au Japon. La gare est exploitée par la compagnie Seibu.

## Situation ferroviaire
La gare est située au point kilométrique (PK) 3,4 de la ligne Seibu Tamako.

## Historique
La gare est inaugurée le 6 avril 1928.

## Service des voyageurs

### Accueil
La gare dispose d'un bâtiment voyageurs, avec guichets, ouvert tous les jours.

### Desserte
- Ligne Seibu Tamako :
  - voie 1 : direction Kokubunji ou Tamako

### Intermodalité
La gare de Shin-Kodaira de la JR East est située à proximité de la gare.